# Stu Hart
Pour les articles homonymes, voir Hart.
Stewart Edward « Stu » Hart (3 mai 1915 - 16 octobre 2003) est un lutteur professionnel (catcheur), promoteur et entraîneur de lutte professionnelle et une personnalité du monde de la lutte professionnelle/catch au Canada.
Patriarche de la famille Hart, il est aussi le fondateur de la célèbre école de catch « Hart Dungeon ». Il a été intronisé au WWE Hall of Fame à titre posthume en 2010, à l'occasion de WrestleMania XXVI.
Il a lui-même été l'entraîneur de nombreux catcheurs aujourd'hui célèbres, dont ses fils Bret et Owen mais aussi Chris Jericho, Edge et Jushin Liger, pour citer certains des plus notables.

## Carrière
La carrière de Stu Hart débuta en 1940 et s'acheva en 1972.

## Décès
Hart est admis au Rockyview General Hospital le 3 octobre 2003 pour une pneumonie. Il meurt 13 jours plus tard.
En 2005, la ville de Saskatoon annonce qu'une rue du centre de Blairmore Suburban est appelé Hart Road.

## Prises
- Stu Hart Special (Sugar Hold)

## Vie privée
Il se maria avec Helene Hart avec laquelle il aura 12 enfants.

## Palmarès
- Cauliflower Alley Club
  - Iron Mike Mazurki Award (2001)

- National Wrestling Alliance
  - NWA United States Heavyweight Champion 1 fois

- Stampede Wrestling
  - Membre du Stampede Wrestling Hall of Fame

- World Wrestling Federation/Entertainment
  - Membre du WWE Hall of Fame (2010)

- Wrestling Observer Newsletter
  - Membre du Wrestling Observer Hall of Fame (1996)

- Autres titres
  - Northwest Tag Team Champion 2 fois avec Pat Meehan et Luigi Macera